# Гліб Тирієвич
Гліб Тирієвич (*д/н —після 1184) — половецький хан з Донецької конфедерації половців.

## Життєпис
Походив з клану Кай-оба. Син хана Тирія, про якого нічого невідомо. М. Баскаков вважав можливими три гіпотези. За першою з них, ім'я Тирій похідне від тюркського tiri (живий, жвавий, бадьорий), за другою гіпотезою — від тюркського tirov (життя), за третьою — від тюркського tiri bala (пустун).
За невідомих обставин став християном. Можливо, він належав до так званих «поганих тлковинів», був запеклим ворогом Русі. Згадується в Іпатіївському літописі від 1183 року (23 лютого) разом з Кончаком, як один з керівників набігу половців на місто Дмитров у Переяславському князівстві, але без особливого успіху.
У 1184 році в союзі з ханом Кобяком виступив проти великого князівства Київського, проте зазнав поразки від Святослава III і Рюрика II й потрапив у полон. Про подальшу долю відсутні відомості.